# (6200) Hachinohe
(6200) Hachinohe est un astéroïde de la ceinture principale.

## Description
(6200) Hachinohe est un astéroïde de la ceinture principale. Il fut découvert le 16 avril 1993 à Kitami par Kin Endate et Kazuro Watanabe. Il présente une orbite caractérisée par un demi-grand axe de 2,25 UA, une excentricité de 0,19 et une inclinaison de 8,6° par rapport à l'écliptique.

## Compléments